# Мостовики
Мостовики (бел. Маставікі) — деревня в Мядельском районе Минской области Беларуси. Входит в состав Кривичского сельсовета. Население 7 человек (2020).

## География
Расположена в 19 км от Мяделя, в 153 км от Минска, в 13 км от железнодорожной станции Кривичи.

## История
Впервые упоминается в начале XX века. С 1919 года в составе БССР. В результате Рижского мирного договора 1921 года Мостовики вошли в состав межвоенной Польши, где были в составе Будславской гмины Дуниловичского повета Виленского воеводства. С 1925 года в Поставском повете. С сентября 1939 года снова составе БССР.
С 12 октября 1940 года в Пузырёвском сельсовете Кривичиского района Вилейской области. С 20 сентября 1944 года в Молодечненской области, с 20 января 1960 года в Минской области, с 25 декабря 1962 года в Мядельском районе, с 30 октября 2009 года в Кривичском сельсовете.
C конца июня 1941 года по 5 июля 1944 года была оккупирована немецко-фашистскими войсками, которые сожгли деревню в сентябре 1943 года. После войны деревня была восстановлена.
В 1950 году был создан колхоз «Боевой». В 1955 году деревня радиофицирована, в 1967 году электрифицирована.
В 1975 году в составе колхоза «Большевик» с центром в деревне Пузыри. В 2003 году колхоз реорганизован в сельскохозяйственный производственный кооператив «Узлянка» торгового унитарного предприятия «Минский Комаровский рынок».

## Население
Население деревни на 2020 год составляло 7 человек в 6 хозяйствах.
| 1921 | 1939 | 1960  | 1970  | 1997 | 2020 |
| ---- | ---- | ----- | ----- | ---- | ---- |
| 68   | ▲ 94 | ▼ 130 | ▲ 164 | ▼ 57 | ▼ 7  |